# Uloborus pseudacanthus
Uloborus pseudacanthus là một loài nhện trong họ Uloboridae.
Loài này thuộc chi Uloborus. Uloborus pseudacanthus được Pelegrin Franganillo-Balboa miêu tả năm 1910.